# Арно де Пальєр
Арно́ де Пальє́р (фр. Arnaud des Pallières; нар. 1 грудня 1961, Париж, Франція) — французький кінорежисер та сценарист.

## Біографія
Арно де Пальєр народився 1 грудня 1961 у Парижі, Франція. З 16-ти років працював у театрі, зігравши низку ролей та здійснивши кілька постановок як режисер, паралельно вивчаючи літературознавство в інституті. Кінематографічну освіту здобув в кіношколі La Fémis. У 1988 році для участі у своїй першій студентській кінороботі «Жиль Делез: Що таке акт творіння?» Де Пальєр запросив Ганса-Юргена Зіберберга, Мануеля де Олівейру та Жиля Делюза. Після цього він зняв з десяток короткометражок.
Свій перший повнометражний фільм «Майбутнє Дренсі» Арно де Пальєр зняв у 1997 році. Стрічка є історичним, філософським і поетичним дослідженням геноциду євреїв і його сліди в сучасному світі.
Другий художній фільм кінорежисера «Прощавай» (2003) з Майклом Лонсдейлом, Орор Клеман, Лораном Люка і Олів'є Гурме оповідає кілька історій про негостинність Франції та байдужість до долі нелегальних іммігрантів, відправлених назад в країну їхнього походження.
Фільм Арно де Пальєра 2008 року «Парк», політична та меланхолічна адаптація роману Джона Чівера з Сержі Лопесом та Жан-Марком Барром, був презентований на Венеційському кінофестивалі 2008 року.
У 2013 році Арно де Пальєр поставив історичну драму «Міхаель Кольхаас» за мотивами однойменного твору Генріха фон Клейста з Мадсом Міккельсеном у головній ролі. Стрічка брала участь у змаганні за Золоту пальмову гілку в основній конкурсній програмі 66-го Каннського міжнародного кінофестивалю (2013) та була номінована в 6-ти категоріях на здобуття французької національної кінопремії «Сезар» 2014 року, отримавши дві нагороди.
Шостий повнометражний фільм Арно де Пальєра «Сирота» вийшов на французькі екрани у 2017 році. Для виконання головних ролей режисер запросив Адель Енель, Адель Екзаркопулос, Джемму Артертон, Джаліля Леспера та Ніколя Дювошеля. Фільм претендував на головну нагороду — Золоту мушлю за найкращий фільм — на Міжнародному кінофестивалі у Сан-Себастьяні 2016 року. У липні 2017 року фільм було відібрано для участі в міжнародній конкурсній програмі 8-го Одеського міжнародного кінофестивалю у змаганні за головний приз — Золотий Дюк

## Фільмографія
| Рік  |     | Назва українською                 | Оригінальна назва                                 | Режисер | Сценарист | Мантажер |
| ---- | --- | --------------------------------- | ------------------------------------------------- | ------- | --------- | -------- |
| 1987 |     | Жиль Делез: Що таке акт творіння? | Gilles Deleuze: Qu'est ce que l'acte de creation? | Так     |           |          |
| 1991 | к/м | Сад щастя                         | Le jardin du bonheur                              | Так     | Так       |          |
| 1995 | т/с | Великі письменники                | Un siècle d'écrivains                             | Так     | Так       | Так      |
| 1997 |     | Майбутнє Дренсі                   | Drancy Avenir                                     | Так     | Так       | Так      |
| 2000 |     | Здоров'я і краса                  | Soins et beauté                                   |         | Так       |          |
| 2003 |     | Прощавай                          | Adieu                                             | Так     | Так       | Так      |
| 2008 |     | Парк                              | Parc                                              | Так     | Так       | Так      |
| 2010 | к/м | Діана Веллінгтон                  | Diane Wellington                                  | Так     | Так       | Так      |
| 2011 |     | Пил Америки                       | Poussières d'Amérique                             | Так     |           | Так      |
| 2013 |     | Міхаель Кольхаас                  | Michael Kohlhaas                                  | Так     | Так       | Так      |
| 2016 |     | Сирота                            | Orpheline                                         | Так     | Так       | Так      |

## Визнання
| Рік                                                  | Категорія                                | Фільм                               | Результат |
| ---------------------------------------------------- | ---------------------------------------- | ----------------------------------- | --------- |
| Стокгольмський міжнародний кінофестиваль             |                                          |                                     |           |
| 2008                                                 | Бронзовий кінь                           | Парк                                | Номінація |
| Фестиваль короткометражних фільмів у Клермон-Феррані |                                          |                                     |           |
| 2011                                                 | Спеціальна згадка журі                   | Діана Веллінгтон                    | Перемога  |
| 2011                                                 | Спеціальна згадка молодіжного журі       | Діана Веллінгтон                    | Перемога  |
| Каннський міжнародний кінофестиваль                  |                                          |                                     |           |
| 2013                                                 | Золота пальмова гілка                    | Міхаель Кольхаас                    | Номінація |
| Брюссельський європейський кінофестиваль             |                                          |                                     |           |
| 2013                                                 | Золотий Ірис                             | Міхаель Кольхаас                    | Перемога  |
| Міжнародний кінофестиваль фільмів про море           |                                          |                                     |           |
| 2013                                                 | Приз Жаба за найкращий французький фільм | Міхаель Кольхаас                    | Перемога  |
| Гавайський міжнародний кінофестиваль                 |                                          |                                     |           |
| 2013                                                 | Приз EuroCinema за найкращий фільм       | Міхаель Кольхаас                    | Номінація |
| Міжнародний кінофестиваль у Сан-Себастьяні           |                                          |                                     |           |
| 2016                                                 | «Золота мушля» за найкращий фільм        | Сирота                              | Номінація |
| Одеський міжнародний кінофестиваль                   |                                          |                                     |           |
| 2017                                                 | Гран-прі Золотий Дюк                     | Сирота                              | Номінація |
| Премія «Люм'єр»                                      |                                          |                                     |           |
| 2018                                                 | Найкращий фільм                          | Сирота                              | Номінація |
| 2018                                                 | Найкращий сценарій                       | Сирота (спільно з Крістель Бертева) | Номінація |

## Громадська позиція
У 2018 підтримав звернення Асоціації режисерів Франції на захист ув'язненого у Росії українського режисера Олега Сенцова